# Sérgio João
Sérgio Ricardo João (Rio de Janeiro, 26 de dezembro de 1968), também conhecido por Sérgio João, é um ex-futebolista brasileiro que atuava como atacante.

## Carreira
Iniciou sua carreira em 1987, no Madureira, defendendo também America-RJ, Americano, Atlético de Alagoinhas, Friburguense e Tupi, porém seria no futebol boliviano que Sérgio João obteve destaque.
Após uma curta passagem pelo Stormer's, chegou ao Bolívar em 1997.
Em sua primeira temporada, foi peça muito importante para a conquista do campeonato nacional da temporada, mas, na Libertadores, Sérgio João não conseguiu fazer o suficiente para ajudar a sua equipe, que acabou sendo eliminado pelo Sporting Cristal, vice-campeão continental.
Em 1998, conquistou a artilharia da Copa Libertadores de 1998, com 10 gols, sendo o 12º jogador brasileiro a obter a honraria e o primeiro atleta de um time boliviano na história da competição. Suas atuações fizeram com que Sérgio tivesse uma possível convocação à Seleção Boliviana especulada, porém o atacante não teve chance de envergar a camisa de La Verde.
Com o destaque no futebol boliviano, em 1998 foi contratado pelo América de Cali, da Colômbia.
Em 1999, foi contratado pelo Vitória de Setúbal, de Portugal, onde marcou o primeiro golo da época de 1999/2000 do clube no dia 21 de agosto, contra o V. Guimarães.
Jogou também no Jorge Wilstermann, Blooming, Independiente Petrolero e Aurora.
Voltou ao Brasil em 2002 para defender o CENE e encerraria a carreira em 2005, pelo União Rondonópolis.

## Títulos
Bolivar
- Campeonato Boliviano: 1997[5]

## Prêmios individuais
- Artilheiro da Copa Libertadores de 1998: (10 gols)[3]